# Portret van een man (Ferdinand Bol)
Portret van een man is een schilderij door de Noord-Nederlandse schilder Ferdinand Bol in het Rijksmuseum in Amsterdam.

## Voorstelling
Het stelt een man voor met lange blonde haren en een snor zittend in een stoel. Hij draagt een goudkleurige Japonse rok (een soort kamerjas) met over zijn linkerschouder een rode sjaal. Op zijn hoofd draagt hij een zwart kalotje. Op de achtergrond is links een standbeeld van Apollo te zien en rechts een gedeelte van een gebouw met klassieke zuilen en pilasters.

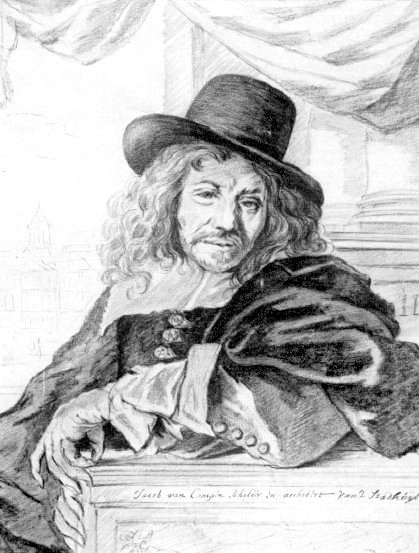
Portret van Jacob van Campen.

Wie de geportretteerde is, is onduidelijk. Vanwege de aanwezigheid van het standbeeld van Apollo, de god van de rationele schoonheid, en de architectuurelementen op de achtergrond wordt hij wel gezien als de architect Jacob van Campen, een van de belangrijkste vertegenwoordigers van het Hollands classicisme. Maar het zou hier ook om de beeldhouwer Artus Quellinus kunnen gaan, die enkele gebouwen van Van Campen, met name het stadhuis op de Dam, van beeldhouwwerk voorzag. Een derde kandidaat is Louis Trip, die samen met zijn broer Hendrick het Trippenhuis liet bouwen, waarvoor Ferdinand Bol een aantal schilderijen maakte als onderdeel van het decoratieprogramma van de interieurs.

## De lijst
In 1984 organiseerde het Rijksmuseum de tentoonstelling Prijst de lijst, waarbij nader werd ingegaan op vorm en functie van schilderijlijsten in de 17e eeuw. Hieruit bleek dat een groot aantal schilderijen in het Rijksmuseum een lijst bevatten, die niet bij het werk hoort. Dit was ook het geval bij Bols Portret van een man, dat een 17e-eeuwse Italiaanse lijst bezat. Om het werk beter tot zijn recht te laten komen, werd hierop besloten beeldhouwer en restaurator Maarten Robert opdracht te geven een replica te maken van een lijst uit de Gouden Eeuw.
Als model werd de lijst van het portret van Johan de Witt door Jan de Baen in het Dordrechts Museum uit eind jaren 1660 gebruikt. Deze lijst bestaat uit een patroon van elkaar kruisende olijftakken met middenboven een uitsparing voor een familiewapen. De replica werd omstreeks 1995 voltooid, waarna het werk ongeveer 10 jaar tentoongesteld werd in de eregalerij, tot het in 2005 op rondreis ging tijdens de renovatie van het Rijksmuseum.

## Toeschrijving en datering
Het schilderij is linksonder gesigneerd en gedateerd ‘fBoL. / 1663.’.

## Herkomst
Het werk wordt voor het eerst gesignaleerd op de boedelveiling van Warnar Wreesman bij veilinghuis Philippus van der Schley in Amsterdam op 11 april 1816. Op 16 juli 1819 werd het aangeboden op een anonieme veiling bij veilinghuis Cornelis Sebille de Roos eveneens in Amsterdam. Tegen het jaar 1821 was het in het bezit van kunsthandel J. de Vries in Amsterdam. Later dat jaar werd het (als portret van Jacob van Campen) aangekocht door het Rijksmuseum.